# Here to Stay
"Here to Stay" é uma canção vencedora do Grammy da banda americana de Nu metal Korn que aparece no quinto álbum de estúdio da banda, Untouchables, como faixa de abertura do álbum. Foi lançada como o primeiro single do álbum, em junho de 2002. A música ganhou o prêmio Grammy de 2003 de Melhor Performance de Metal, além de um prêmio de Melhor Vídeo Internacional no MuchMusic em 2002. Também foi nomeada para Melhor Vídeo de Rock no MTV Video Music Awards de 2002 e Melhor Single no Kerrang! Awards de 2002. O videoclipe, dirigido pelos The Hughes Brothers, foi um grande sucesso, e ganhou frequentes apresentações na MTV e na MuchMusic em particular, mostrando os membros da banda em uma tela de TV entre os principais problemas mundiais da época. O vídeo ganhou o prêmio dos leitores da Metal Edge Readers 'Choice Award de Vídeo Musical do Ano em 2002. A música se tornou frequente nos shows ao vivo da banda até os dias atuais. Dizzee Rascal sampleia essa música em seu single "Sirens".

## Lançamento
"Here to Stay" foi lançado nas rádios americanas em fevereiro de 2002 como um single promocional. A versão de varejo foi lançada no mesmo dia que o álbum Untouchables, 11 de junho de 2002. Um box set foi lançado mais tarde, incluindo todas as três edições do single "Here to Stay". Há também um single promocional raro de uma faixa remix feita pelo Mindless Self Indulgence. Este remix também está no DVD single de "Thoughtless", também do mesmo álbum.
O artista de música eletrônica BT também remixou a música no mesmo ano.
"Here to Stay" foi o primeiro single do Korn a entrar no Billboard Hot 100, alcançando a 72ª posição.

## Performance ao vivo
Na versão ao vivo da música, pequenas mudanças são perceptíveis, como o riff de guitarra tocado por Head no fundo sendo removido durante o fim da música. A frase "fucked up feelings again" ("sentimentos ferrados de novo") no pré-refrão da música é frequentemente deixada para o público cantar ao invés de Davis, enquanto o resto dos membros da banda param momentaneamente de tocar seus instrumentos para ouvir as vozes dos fãs mais claramente.

## Lista de faixas
| CD single |                |         |  |
| N.º       | Título         | Duração |  |
| 1.        | "Here to Stay" | 4:31    |  |

| DVD single |                                 |         |  |
| N.º        | Título                          | Duração |  |
| 1.         | "Here to Stay (Extended Video)" |         |  |
| 2.         | "Here to Stay (Short Video)"    |         |  |

## Clipe musical
O videoclipe, dirigido pelos Hughes Brothers, retrata um menino assistindo mensagens subliminares na TV enquanto muda de canal entre os programas (que consistem em eventos do mundo real) e a banda tocando na TV, contra um pano de fundo estático. No final, Jonathan leva o menino para a TV. O vídeo de "Here to Stay" também marca a primeira aparição em vídeo do suporte de microfone exclusivo de Jonathan projetado por HR Giger. Há também uma versão "limpa" do videoclipe que mostra o menino sendo levado para a TV no início. Esta versão omitiu as palavras explícitas e todos os vídeos de eventos reais. O ponto de vista é de "dentro" da TV, e não fora dela. Esta versão é a exibida no canal oficial da Sony BMG, no YouTube .

## Na cultura popular
- A música faz parte da trilha sonora do videogame ATV Offroad Fury 2, de 2002.
- Destaque nos anúncios do canal espanhol Cuatro, durante a Euro 2008 . Nos anúncios, o atacante espanhol Fernando Torres e o goleiro Iker Casillas lutam com robôs para ganhar a bola. Uma pequena amostra do início da música (o riff principal) pode ser ouvida no final do anúncio.
- O boxeador profissional Kelly Pavlik usou a música como sua música de entrada nos ringues.
- O canal de esportes americano NESN usou a introdução da música em um vídeo de destaque.